# 6291 Renzetti
6291 Renzetti (1985 TM1) là một tiểu hành tinh vành đai chính được phát hiện ngày 15 tháng 10 năm 1985 bởi E. Bowell ở Flagstaff.